# Saab 92
Saab 92 — первый поступивший в продукцию автомобиль Saab. Серийное производство началось 12 декабря 1949 года. В связи с тем, что у Saab названия с 1 по 89 присваивались боевым самолётам, а 90 и 91 — транспортному самолёту Saab 90 Scandia и учебному самолёту Saab 91 Safir, автомобиль получил название 92. 92 выпускался только в версии «Deluxe»; вначале стандартная версия также была доступна для покупки, однако не получила заинтересованности со стороны покупателя, и поэтому её выпуск был прекращён.

## Кузов и двигатель
В середине XX века большинство автомобилей имело отдельные кузов и шасси, скрепленные болтами. В отличие от них 92 имел несущий кузов, как большинство современных автомобилей. Весь кузов 92 изготовлялся цельно и сразу, лишь после этого на нём вырезались прорези для окон и дверей. Коэффициент аэродинамического сопротивления автомобиля настолько мал, что он даже меньше, чем у Ferrari F40 и примерно равен коэффициенту Porsche 996. Дизайнер — Сикстен Сасон.
Все ранние экземпляры Saab 92 окрашивались в тёмно-зелёный цвет; по некоторым данным, такая краска у Saab осталась ещё с производства военных самолётов. Цена автомобиля в 1950 году составляла 6550 крон.
В качестве двигателя использовался поперечно расположенный двухтактный 0,8-литровый 25-сильный двигатель с жидкостной термосифонной системой охлаждения, разработанный на основе изучения силовых агрегатов DKW. Трансмиссия имела 3 передачи, с первой несинхронизированной. Для того, чтобы преодолеть проблемы с недостатком масла во время движения накатом (торможения двигателем) у двухтактных двигателей, устанавливались муфты свободного хода. Подвеска была независимой торсионной.

## Изменения

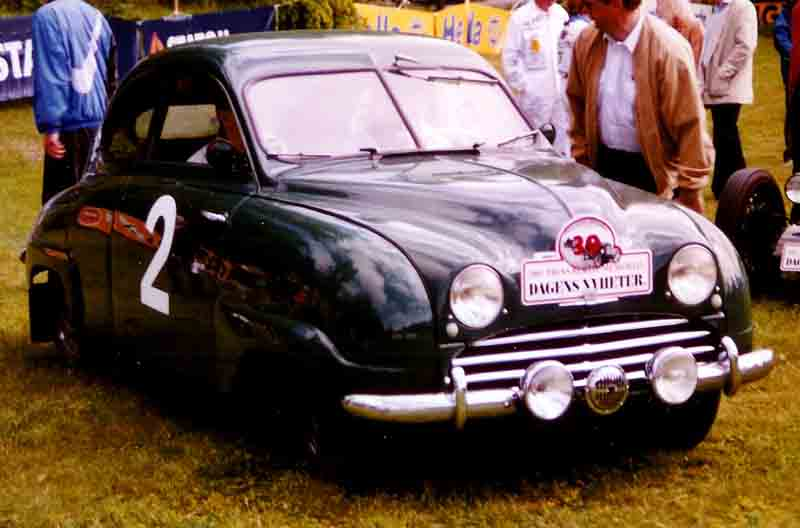
SAAB 92 1949

В 1949 году было выпущено всего 700 экземпляров, в 1950 — 1246. Впоследствии продажи с каждым годом увеличивались на 2000 в год. В 1951 прежние детали, которые поставлялись немецкой компанией Continental Automotive GmbH, были заменены на новые от Stewart-Warner.
В 1953 году 92b получил гораздо бо́льшие заднее окно и багажное отделение (с открывающейся задней дверью). Теперь он был доступен в сером, серо-голубом, чёрном и зелёном цветах. В 1954 году Saab 92 получил новый карбюратор Solex 32BI и новую систему зажигания, с которой автомобиль стал развивать 28 л. с. (21 кВт). Американские фары были заменены на фары от Hella. Ещё одним новшеством стало то, что текстильная крыша (на полукабриолетах и полукабинных версиях) теперь предлагалась в качестве опции. Также в этом году стал доступен тёмно-бордовый цвет.

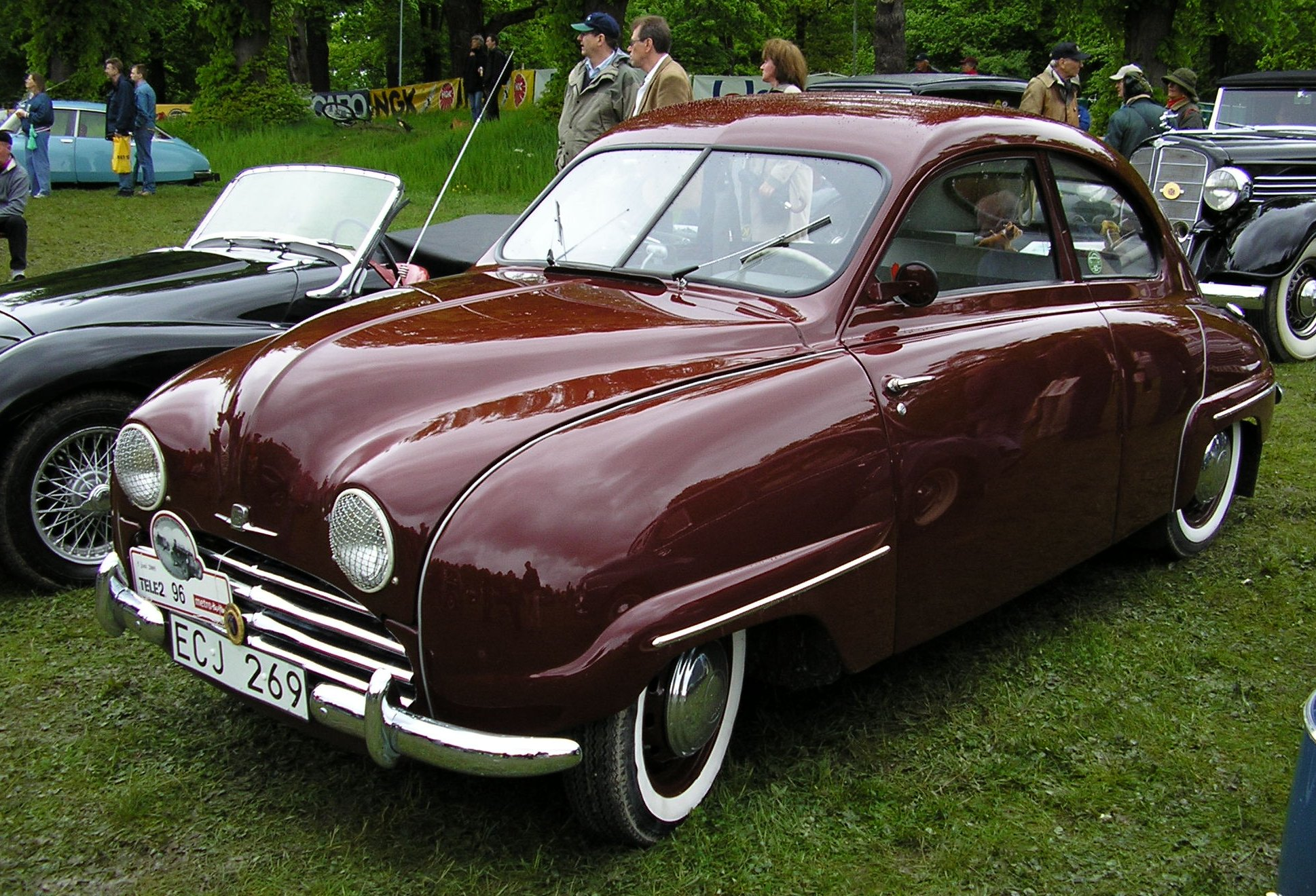
Saab 92B 1955

В 1955 году 92 получил электрический топливный насос и квадратные задние фонари, установленные на задних крыльях. Были доступны серый и бордовый цвета, а также ещё один новый — «зелёный мох».
Несмотря на то, что преемника модели 92 — Saab 93 — начали выпускать в декабре 1955 года, модель 92b продолжала выпускаться. Последний 92 был собран в конце 1956-начале 1957 года. Были доступны два новых цвета, серо-зеленый и бежевый. В общей сложности было сделано 20 128 экземпляров Saab 92.

## Автоспорт
История ралли компании Saab была начата уже через две недели после начала выпуска 92-го, когда главный инженер Saab Рольф Меллд участвовал в шведском ралли и занял второе место в своём классе.
В 1952 году Грета Моландер выиграла "Купе-Де-Дам" в ралли Монте-Карло в 92, двигатель которого был форсирован до 35 л. с. (26 кВт).

## Интересные факты
Английский летчик-испытатель Боб Мур, который вел испытания реактивного истребителя Saab 29 Tunnan (J29), стал первым управляющим директором Saab GB Ltd. В 1955 году он привёз Saab 92b в Англию. Это был первый автомобиль Saab, импортированный в Великобританию.
Saab 92 встречается на шведских почтовых марках.
Когда General Motors в 2008 году составили список своих десяти лучших автомобилей, Saab 92 получил первое место, следом за ним были Pontiac GTO (1964), Chevrolet Corvette (1953), General Motors EV1 (1996), Opel Olympia (1936), LaSalle (1927), Chevrolet Bel Air (1955), Cadillac V16 (1930), Cadillac Model 30 (1910) и Cadillac (1912).
Spyker Cars NV, голландский производитель суперкаров, купили Saab в феврале 2010 года от General Motors. В мае 2010 года генеральный директор Spyker заявил, что компания планирует выпустить в производство новый маленький автомобиль, имеющий форму капли и похожий на своего предшественника — оригинальный 92. Однако в связи с продажей компании и её банкротством в 2011 дальнейшие планы компании Saab, купленной и восстановленной в 2012 году шведско-китайской компанией National Electric Vehicle Sweden, неизвестны.

## Автомобиль в массовой культуре

### В кинематографе
SAAB 92 появляется в эпизодах нескольких десятков фильмов, преимущественно шведских, в основном, в эпизодических "ролях"; в частности, в британском телесериале «Опасный человек» в ленте режиссёра Ханнеса Хольма «Вторая жизнь Уве».

### На почтовых марках
- Также автомобиль изображён на шведской почтовой марке 1992 года[6] (в той же серии была выпущена марка с Volvo PV831).

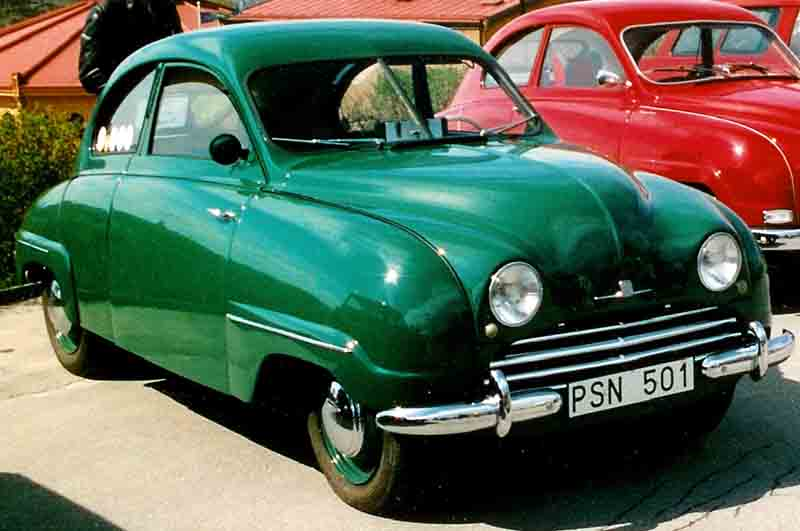
SAAB 92 De Luxe 1951
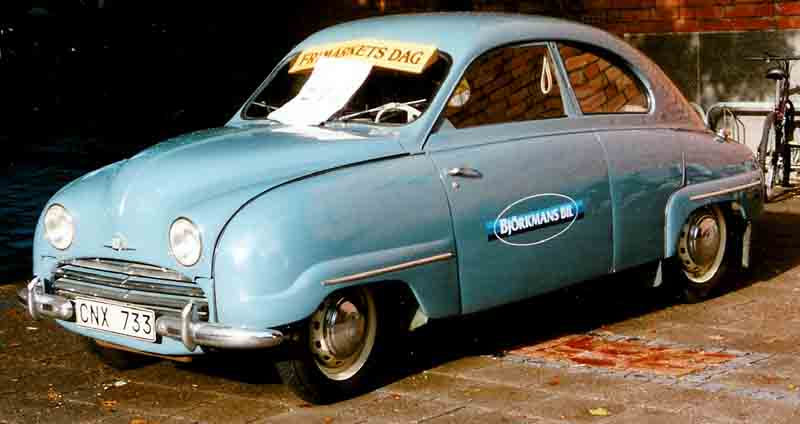
SAAB 92 B De Luxe 1954
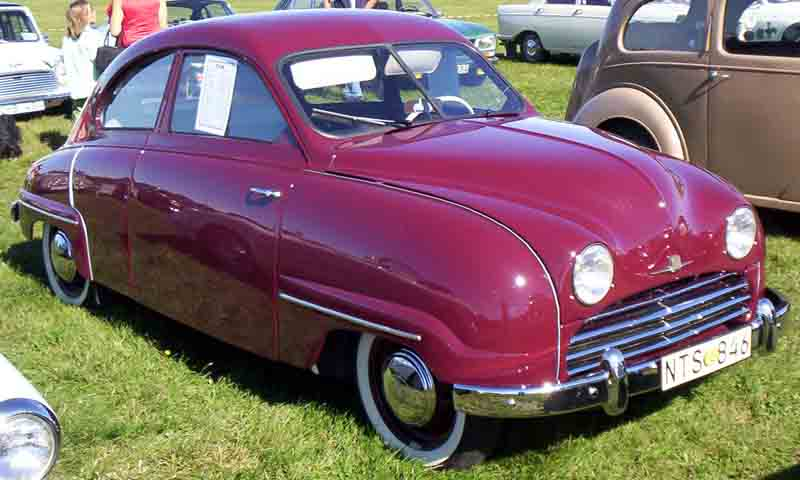
SAAB 92 B De Luxe 1956
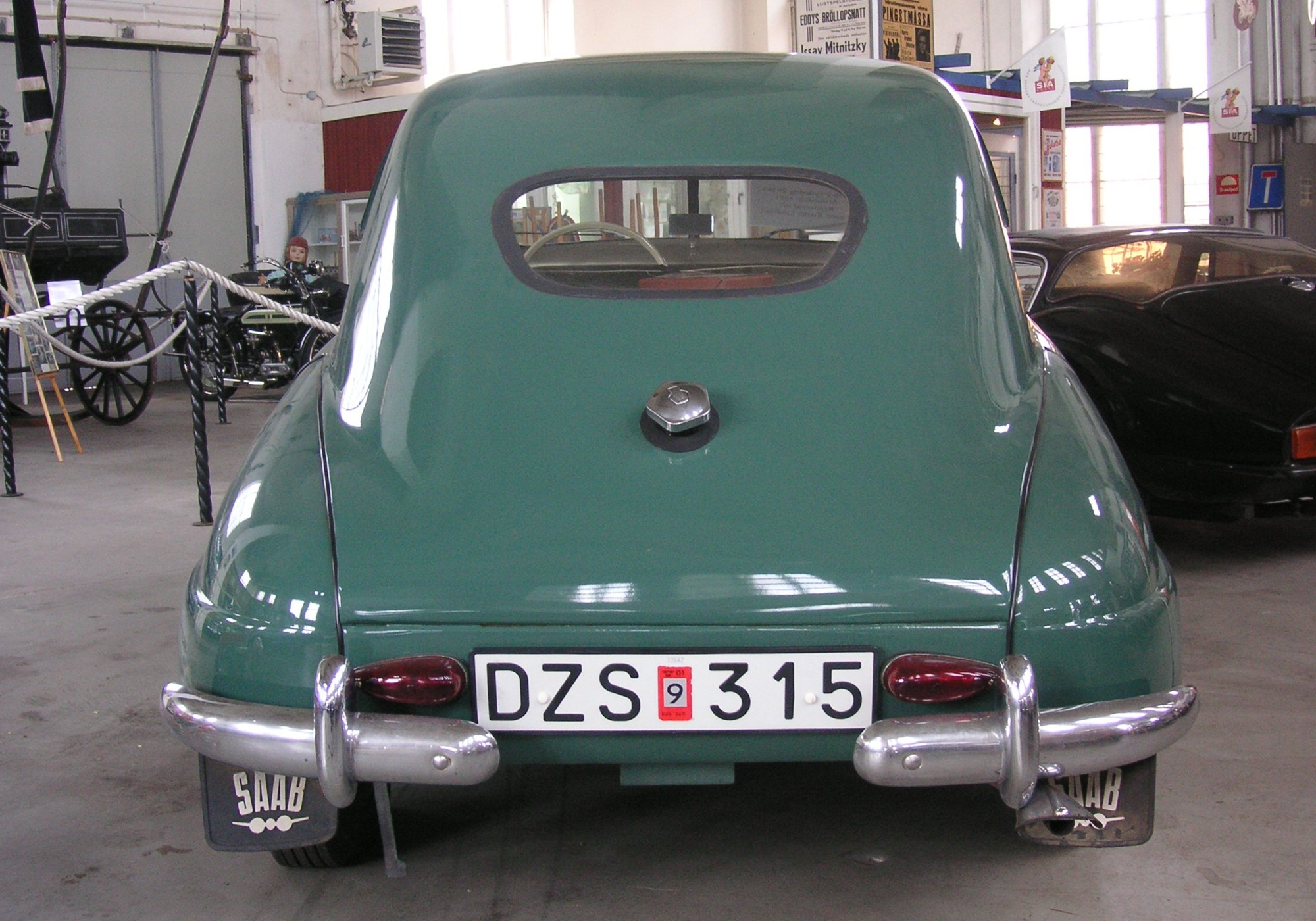
SAAB 1951 года выпуска, вид сзади (Motor & nostalgimuseet, Гренгесберг)
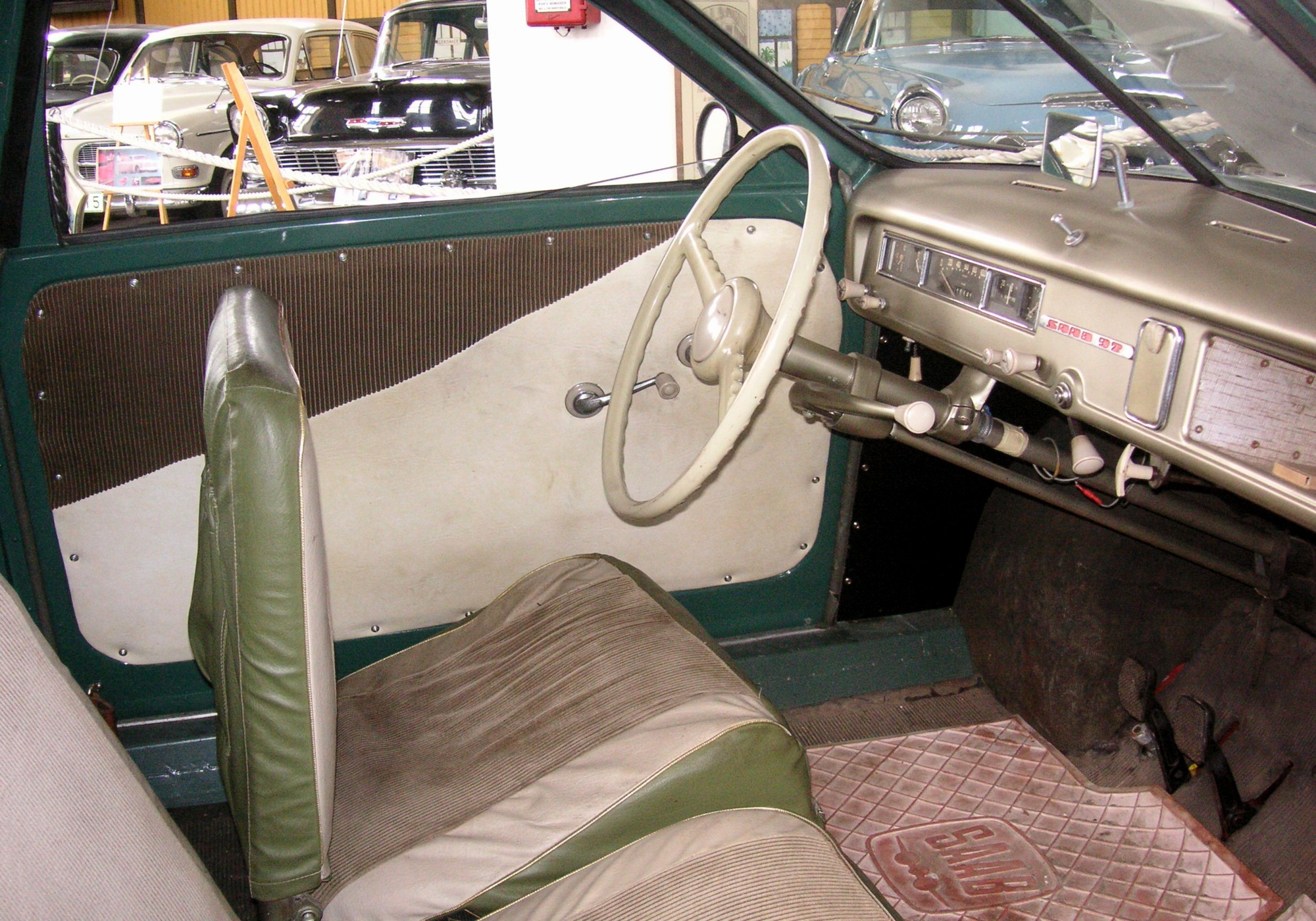
Интерьер салона SAAB 1951 года